# Utica Devils
Utica Devils byl profesionální americký klub ledního hokeje, který sídlil v Utice ve státě New York. Své domácí zápasy hráli v tamní aréně Utica Memorial Auditorium. Klub hrál v soutěži šest sezon, poté byl nahrazen klubem Saint John Flames. Klubové barvy byly zelená, červená a bílá.
Utica Devils byl farmou New Jersey Devils, v AHL hrával od roku 1987 do roku 1993. Po konci sezony AHL 1986/1987, byl přesunut tým Maine Mariners z Portlandu, do Utica. Prvním trenérem byl jmenován Tom McVie, který koučoval čtyři roky 1987-1991, následoval Herb Brooks v letech 1991-92, a Robbie Ftorek v 1992-93. V průběhu roku 1993 koupil tým z NHL Calgary Flames a přestěhoval se do Saint John, New Brunswick, klub se také přejmenoval na Saint John Flames. Utica Devils přestěhoval své hráče do Albany River Rats, novou farmou New Jersey Devils.
Pozoruhodní hráči, kteří hráli za Utica Devils byli Martin Brodeur, Bill Guerin, Bobby Holík, Valeri Zelepukin, Jason Smith a Jim Dowd.

## Výsledky

### Základní část
Zdroj: 
| Sezona  | Zápasy | Výhry | Prohry | Remíza | Prohry(p.p.) | Body | Góly vstřelené | Góly inkasované | Umístění v divizi |
| ------- | ------ | ----- | ------ | ------ | ------------ | ---- | -------------- | --------------- | ----------------- |
| 1987–88 | 80     | 34    | 33     | 11     | 2            | 81   | 318            | 307             | 5. v Jižní        |
| 1988–89 | 80     | 37    | 34     | 9      | --           | 83   | 309            | 295             | 3. v Jižní        |
| 1989–90 | 80     | 44    | 32     | 4      | --           | 92   | 354            | 315             | 4. v Jižní        |
| 1990–91 | 80     | 36    | 42     | 2      | --           | 74   | 325            | 346             | 6. v Jižní        |
| 1991–92 | 80     | 34    | 40     | 6      | --           | 74   | 268            | 313             | 4. v Jižní        |
| 1992–93 | 80     | 33    | 36     | 11     | --           | 77   | 325            | 354             | 3. v Jižní        |

### Play-off
Zdroj: 
| Sezona  | 1. kolo                    | 2. kolo                    | Finále konference          | Finále Calder Cupu         |
| ------- | -------------------------- | -------------------------- | -------------------------- | -------------------------- |
| 1987–88 | mužstvo se nekvalifikovalo | mužstvo se nekvalifikovalo | mužstvo se nekvalifikovalo | mužstvo se nekvalifikovalo |
| 1988–89 | porážka, 1-4, Hershey      | --                         | --                         | --                         |
| 1989–90 | porážka, 1-4, Rochester    | --                         | --                         | --                         |
| 1990–91 | mužstvo se nekvalifikovalo | mužstvo se nekvalifikovalo | mužstvo se nekvalifikovalo | mužstvo se nekvalifikovalo |
| 1991–92 | porážka, 0-4, Binghamton   | --                         | --                         | --                         |
| 1992–93 | porážka, 1-4, Rochester    | --                         | --                         | --                         |

## Klubové rekordy

### Za sezonu
Góly: 53, Paul Ysebaert (1989/90)
Asistence: 81, Kevin Todd (1990/91)
Body: 118, Kevin Todd (1990/91)
Trestné minuty: 359, Bill Huard (1990/91)
Průměr obdržených branek: 2.71, Chris Terreri (1987/88)
Procento úspěšnosti zákroků: 91.0, Chris Terreri (1987/88)

### Celkové
Góly: 126, Jeff Madill
Asistence: 163, Kevin Todd
Body: 264, Paul Ysebaert
Trestné minuty: 1216, Jamie Huscroft
Odehrané zápasy: 273, Dave Marcinyshyn
Čistá konta: 3, Craig Billington